# Apicia oberthuri
Apicia oberthuri är en fjärilsart som beskrevs av Paul Dognin 1913. Apicia oberthuri ingår i släktet Apicia och familjen mätare. Inga underarter finns listade i Catalogue of Life.